# Kostel Všech svatých (Plzeň)
Kostel Všech svatých, který se nachází na táhlé vyvýšenině cca 1,2 km od centra města, je jedním z nejstarších plzeňských kostelů a ve středověku býval nazýván „matkou“ kostela městského. Dnes je součástí farnosti Plzeň-Severní předměstí, kterou spravují bratři františkáni a na obnově a udržování této nemovité kulturní památky se podílí občanské sdružení i jednotliví obyvatelé plzeňské čtvrti Roudná.

## Historie
Založení kostela je spojeno se zaniklou obcí Malice nebo Záhoří, které se v okolí v 13. století nacházely. Z této doby se do dnešní doby dochovaly zbytky románského zdiva v hmotě sakristie. Roku 1322 se německým rytířům podařilo prosadit své patronátní právo k plzeňským kostelům a farním kostelem Plzně se stal nově budovaný kostel svatého Bartoloměje, přičemž kostel Všech svatých byl nově kostelem filiálním. Pravděpodobně kolem roku 1380 došlo k zahájení rozsáhlé přestavby kostela. Dle dochovaných záznamů o darech (do roku 1387) probíhala stavba několik následujících let. Z této doby jsou zachovány některé parléřovské prvky, jako plaménkové kružby oken či půlkruhový portálek do sakristie. Již novější charakter mají však například přípory vybíhající z průběžné, značně sešikmené podokenní římsy. O něco starší je k severní stěně presbyteria přistavěná soukromá kaple, později využívaná jako sakristie. Je sklenuta poměrně vzácnou trojdílnou obkročnou klenbou.
Za obléhání Plzně husity došlo k částečnému poboření kostela a tak v následujícím období byly realizovány opravy tak, aby roku 1460 mohl být kostel biskupem Mikulášem Molenotským posvěcen. V pramenech jsou v letech 1495 až 1521 zaznamenány další odkazy ke kostelu. V 16. století došlo k renesančnímu zaklenutí presbytáře (dříve snad plochostropý), přičemž dle dochovaného nápisu na severní stěně lodi došlo k jejímu zaklenutí roku 1590. V roce 1554 bylo výrazně upraveno okolí kostela z důvodu zlepšení obrany nedaleké Plzně. Patrně až na konci 16. století došlo k vestavbě kruchty a na přelomu 16. a 17. století k vymalování stěn náboženskými motivy a nápisy. V roce 1618 i v kostele zřídili Mansfeldovi vojáci ovčinec.
V roce 1743 byla k jižní straně lodi Jakubem Augustonem přistavěna barokní předsíň s vyžlabenými nárožími a kasulovými okny. Zakryla tak dosavadní gotický portál s hruškovou profilací.
Další opravy kostela se datují do let 1813, 1856 (úprava hřbitovní branky), 1885, 1913 (výmalba a obnova starších nástěnných maleb a nápisů) a 1925 (oprava sanktusníku). V roce 1944 došlo poškození kostela částí zápalné pumy, kdy při požáru shořel hlavní oltář. Následně v letech 1945–1946 došlo k opravám vzniklých škod. Od roku 1974 do roku probíhal stavebně historický průzkum celé stavby, od roku 1980 i přilehlého hřbitova. Na konci 80. let 20. století bylo započato s celkovou opravou. Mezi lety 1987 až 1993 proběhlo odborné restaurování některých maleb kostela. Dne 11. září 1991 byla nalezena při rekonstrukci věží kostela dvě kovová pouzdra obsahující dokumenty, mince a noviny z roku 1938. V roce 1992 bylo zpět do věže, kde je dochován původní zvon, vloženo kovové pouzdro, tentokrát s novodobým poselstvím do 3. tisíciletí. Většina prací na opravě kostela byla dokončena v roce 1994, a tak po dokončení posledních detailů na jaře 1995 byl kostel 17. května 1995 slavnostně zpřístupněn veřejnosti a znovu posvěcen plzeňským biskupem Mons. Františkem Radkovským.

## Exteriér kostela
Kostel Všech svatých je jednolodní stavba zakončena na východní straně presbytářem. Vznikal postupnými přestavbami od románského slohu po sloh gotický a barokní.
Z původní stavby se zachovaly jen obvodové zdi presbyteria; co však dodává stavbě umělecký význam, je dnešní sakristie, dodatečně přistavěna z původní soukromé kaple přiléhající k  severní straně presbyteria a postavené kolem roku 1380. Původní sakristie se nedochovala, uvnitř kostela se pouze zachoval malý vstupní portálek, do ní vedoucí.
Severní, jižní a východní strana kostelní lodi byla opatřena třemi vstupními portály, severní je dnes zazděn, zbylé dva jsou funkční. Vstupní portály a gotická okna jsou profilovány do lomeného oblouku.

### Vstupní portál
K jižnímu gotickému portálu s hruškovou profilací byla přistavěna kolem roku 1743 barokní předsíň, sloužící jako hlavní vstup. Pocházející z raného baroka, s konkávním tvarováním bočních stěn s kasulovými okýnky a zakončena zábradlím s oválnými otvory. Fasáda předsíně a vstupního barokního portálu je zdobena disproporčními pilastry, které jsou zakončeny v balustrově vydutém kladí s hustě profilovanou římsou.
Z východní stěny předsíně vybočuje zaoblený portál hrobky.

### Presbytář a loď kostela
Presbytář a loď kostela jsou podepřeny vnějším opěrným systémem, konkrétně opěráky se stříškami. Na jejich výstavbu byly použity pískovcové kvádry.
Presbytář a loď jsou však z úsporných důvodů stavěny z lomového pískovcového kamene.
Kostel po celém obvodu obepíná okenní římsa, rozdělující výše zmíněné opěráky na dvě části.
Presbytář je prosvětlen čtyřmi hrotitými okny, umístěnými v pětibokém závěru presbytáře, které jsou zakončeny plaménkovou kružbou.
Gotická okna umístěna podél lodi jsou ve tvaru lomeného oblouku.

### Sakristie kostela
Ze severní strany presbytáře byla přistavěna výstavná soukromá kaple, dnes slouží jako sakristie. Obdobně jako hlavní loď je obepnuta opěrným systémem. Stěny kaple jsou vyzděny z pískovcových kvádrů. Na východní straně je umístěno okno ve tvaru lomeného oblouku.
Na hřebeni střechy kostela se nacházejí dvě věže, štíhlá věžička sanktusníku nad presbytářem a nad hlavní lodí zvonice. Střecha je kryta umělým šindelem.

## Interiér kostela

### Kostelní loď
Loď je překlenuta křížovou klenbou, která je opřená ve zdobených konzolách. Patrně koncem 16. století byla do lodi vestavěna kruchta, podklenutá křížovou klenbou. Na kruchtě jsou umístěny varhany, na její předprsni najdeme letopočty 1599 a 1620. Také se zde nachází kamenná renesanční kazatelna. Okenní otvory a žebra kleneb zdobí plastické znaky a malované dekory.
Opravy kostela dokládají zápisy a letopočty na stěnách lodi, podle nichž se v kostele pracovalo v letech 1856 a 1885 a v roce 1913 byl kostel nově vymalován. Nejmladší nápis říká, že v letech 1945–1946 po bombardování a zničení hlavního oltáře byl kostel znovu obnoven nákladem dobrodinců. Při bombardování Plzně v závěru 2. sv. války zalétla do presbytáře oknem část zápalné pumy a hlavní kostelní oltář shořel.
V roce 1913 při pokračujících restauračních pracích byly na předprsni kruchty a na stěnách presbytáře odkryty renesanční nástěnné malby. Na kruchtě je vyobrazen král David a archanděl Michael, v presbytáři v horní části výjevy ze Starého zákona, a pod nimi patrně apoštolové a dále čeští patroni sv. Václav, sv. Vojtěch, sv. Prokop a sv. Ludmila. Přemalby, zatékání, požár a snad i poničení při obležení Plzně roku 1618 poškodily však nástěnné malby z přelomu 16. a 17. století natolik, že ani po restaurování pražskými akademickými malíři manželi Látalovými v letech 1987 – 1993 nebylo možné některé motivy přesně určit.
Při restauraci byly obnoveny již zmíněné nápisy o opravách na stěnách kostelní lodi, z nichž některé byly po zásahu provedeném městským stavebním úřadem v roce 1904 seškrábány a zabíleny, tak jako znak na klenbě presbytáře.

### Presbytář
Presbytář je propojen s lodí ústupkovým portálem ve tvaru lomeného oblouku, který je přepažen břevnem s výjevem Kalvarie. Je překlenutý síťovou klenbou, zakončenou pětibokým závěrem. Klenby jsou usazeny v obdélníkových hlavicích, zakončujících vnitřní sloupy.
Podle některé teorie byly presbytář a značná část kostelní lodi, až na část severní stěny, kde se dochoval starý sedlový portálek rámující vstupní otvor do již zmizelé sakristie, zbořeny během husitských válek. Kostel Všech sv. tak jak jej vidíme dnes, byl vystavěn úspornější technikou zdění až v poděbradské době.
Na jižní straně závěru je do zdi zapuštěno široké sedile, kamenné sedátko.
Na klenbě presbytáře byl v barvách obnoven renesanční šlechtický znak (ve štítu pás se třemi liliemi odděluje od sebe dva lvy). Tento erb, pokud je známo, patřil rodinám Blovských z Palatinu a Kašpárků z Palatinu. Jan a Daniel Kašpárkové významně přispěli na zaklenutí kostela Všech svatých a proto se jejich erb objevuje v presbytáři.

### Sakristie kostela
Je překlenuta obkročnou klenbou, zakončenou konzolami, zapřenými do opěrných pilířu kaple. Je srovnatelná s klenbou jižní předsíně Svatovítské katedrály stavěnou Parléřovou stavební hutí. Nechal ji vystavět na znamení svého postavení bohatý velmož Jindřich ze Dvora, který si v roce 1382 zakoupil funkci rychtáře, patřil mu také velký statek na Roudné.
V severní zdi sakristie byl pod nánosy omítek odkryt zbytek kamenného liturgického umyvadla, tzv. lavaba.

## Mobiliář
Nejstarší památkou kostela býval do počátku 20. století, kdy byl přemístěn do Západočeského muzea, reliéf Oplakávání Krista (Kladení do hrobu), který vznikl v letech 1410 až 1420. Dalším cenným inventářem byla dřevěná gotická soška Madony z počátku 16. století. Kostel byl vybaven třemi oltáři. Hlavní, raně barokní, byl opatřen sochou Srdce Páně a především obrazem Všech svatých. Predellu zdobil vyšívaný obraz dle návrhu prof. Konůpka. Oltář však byl zničen při požáru roku 1944. Boční oltáře, levý se sochou Immaculaty ze 17. století a pravý s barokním obrazem Nejsvětější Trojice, sem byly přemístěny, včetně drobného inventáře, ze zrušeného kostela sv. Rocha. Hlavní oltář byl nahrazen novým novogotickým, z bočních oltářů se dochovaly pouze kamenné mensy.
Dominantou kostela je i břevno ve vítězném oblouku, datované rokem 1699 s nápisem: „OVI PASSVS ES PRO NOBIS IESV CHRISTE MISERERE NOBIS“ (Jenž jsi za nás trpěl, Ježíši Kriste, smiluj se nad námi). Na břevnu je umístěno seskupení kalvárie.
Výrazným prvkem interiéru kostela jsou nástěnné malby. V horní části presbytáře se jedná o náměty Starého zákona, smrt Eliáše, Judita s hlavou Hooferna, svatá Markéta a svatá Kateřina. V dolní části pak čeští patroni (svatý Václav, svatý Vojtěch, svatá Ludmila a sv. Prokop) a další světci (patrně sv. Matouš, svatý Tomáš, svatý Filip, svatý Bartoloměj, svatý Jan, svatý Jakub, svatý Petr, svatý Ondřej, svatý Juda Tadeáš a svatý Pavel) a na kruchtě pak archanděl Michael a král David. Po stranách vítězného oblouku je plastická heraldická výzdoba, na evangelní straně znak města Plzně (srdeční lístek dnešního velkého znaku města Plzně) a na epištolní straně pak český lev. Rovněž v presbytáři je umístěn šlechtický erb, patrně rodiny Blovských či Kašpárků z Palatinu. Malbou jsou zvýrazněny i hrany okenních otvorů či žebra klenby.
Zajímavostí interiéru je bezesporu pět dochovaných náhrobků, přičemž čtyři z nich jsou identifikované. Na západním okraji severní stěny je náhrobek Alberta z Krekvic (zemřel roku 1599), při jižním okraji západní stěny náhrobek rozené paní Ludmily Honové z Löwenbergu (zemřela 8. 11. 1713), při východním okraji jižní stěny náhrobek Beatrix de Buchet (zemřela ve věku 12 let roku 1599) a v barokní předsíni, vlevo od vchodu, náhrobek plzeňského lékárníka Václava Jiřího Lemona (zemřel roku 1856 v souvislosti s morovou epidemií). Všechny náhrobky byly původně umístěny v podlaze kostela.
Nad kamennou renesanční kazatelnou z roku 1596 je umístěna socha svatého Jana Křtitele. Další sošky jsou pak na bočních renesančních mensách. Zajímavostí je druhotné použití dříku a soklu božích muk z roku 1661, která přibližně do roku 1873 stála na místě hrobnického domku, jako podpory kruchty na evangelní straně lodi kostela.

## Zvony kostela
Zvon kostela Všech svatých je původním dochovaným zvonem z 16. století, ulitým právě pro tento kostel. Je 55 cm vysoký a jeho průměr činí 37,5 cm (krk) a 69 cm (lem). V horní části krku jsou tři řádky nápisů:
- GEORG HIRSCHFELD GOS MICH IN EGER
- TENTO ZWON KE CZTI SLAWIE BOZI BLAHOSLAWENN PANNY A WSSECH BOZICH SWATYCH S POMOCI DOBRYCH LYDI WEAS
- TEN MORV ROKV 1648 OSTARAN K POCTIWOSTI CHRAMU WSSECH SWATYCH PRZY MIESTIE PLZNI SLYT – ANNO 1650

Velikost písma je 2 cm, slova nejsou oddělována mezerami. Pod textem je po obvodu reliéf s ratolestmi a tvářemi andělíčků o výšce 5,6 cm. Pod tímto reliéfem je na severní straně reliéf Panny Marie s Ježíškem a na jižní straně reliéf Kalvárie.
V roce 2010 byl pro kostel pořízen druhý zvon s reliéfem svatého Vojtěcha, nápisy „NA VĚČNOU PAMÁTKU MÝCH RODIČŮ PROF. VOJTĚCH ŠLAUF A PRARODIČŮ JOSEF FÜRICH VĚNUJÍ HANA GERZANICOVÁ HONSOVÁ“ a „KMOTŘI RAPHAELA HONS JOSEF KABÁT“. V horní části krku pod ramenem je text „ZPÍVEJ LIDEM O VÍŘE NADĚJI A LÁSCE“, na lemu pak text „SV. VOJTĚCH PLZEŇ 2010“.

## Hřbitov u kostela Všech svatých
Patrně od počátku své existence je kostel obklopen hřbitovem, na kterém se z doby konce 19. století dochovala řada zajímavých náhrobků.

## Fotogalerie

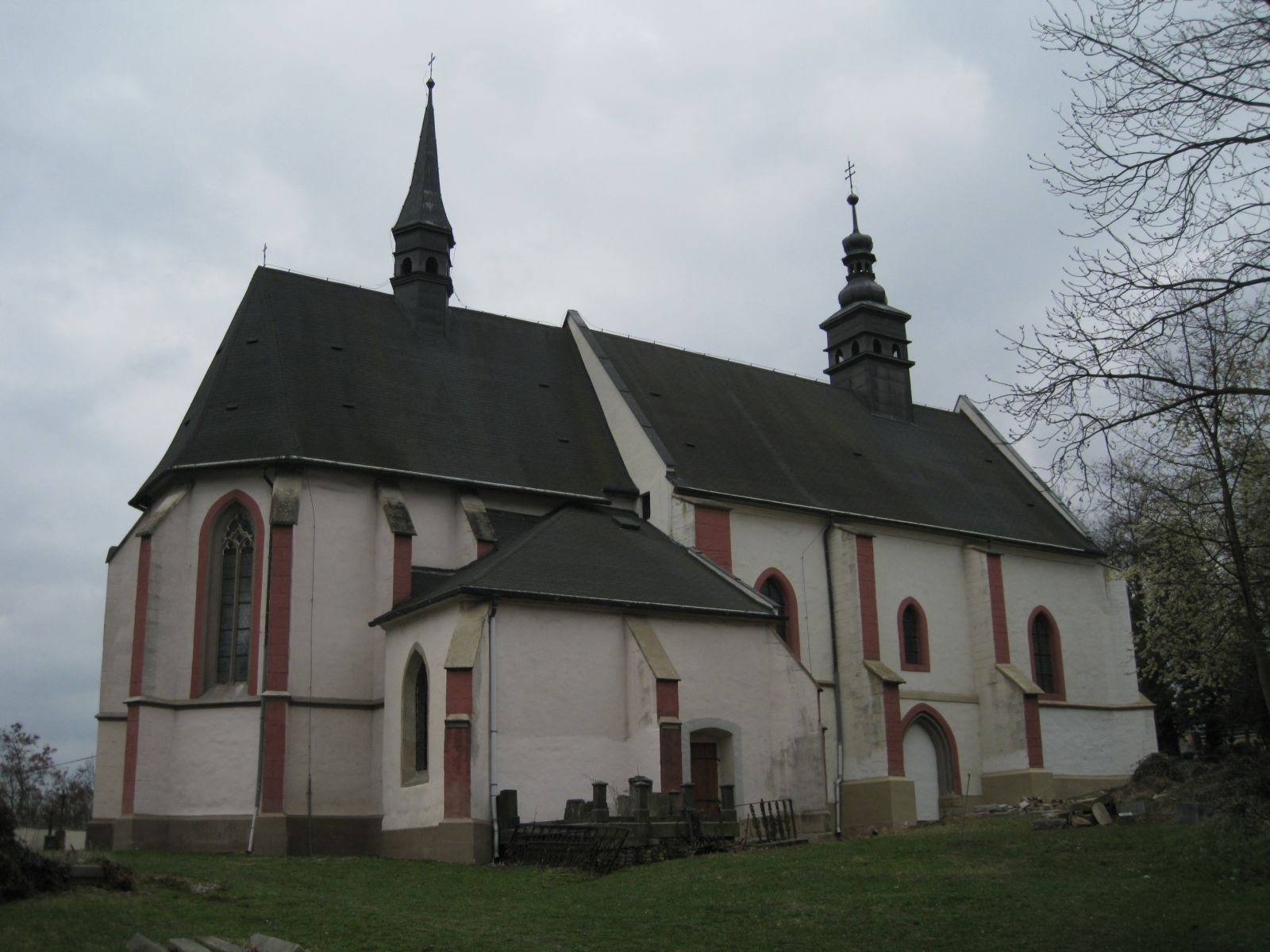
Pohled od severu
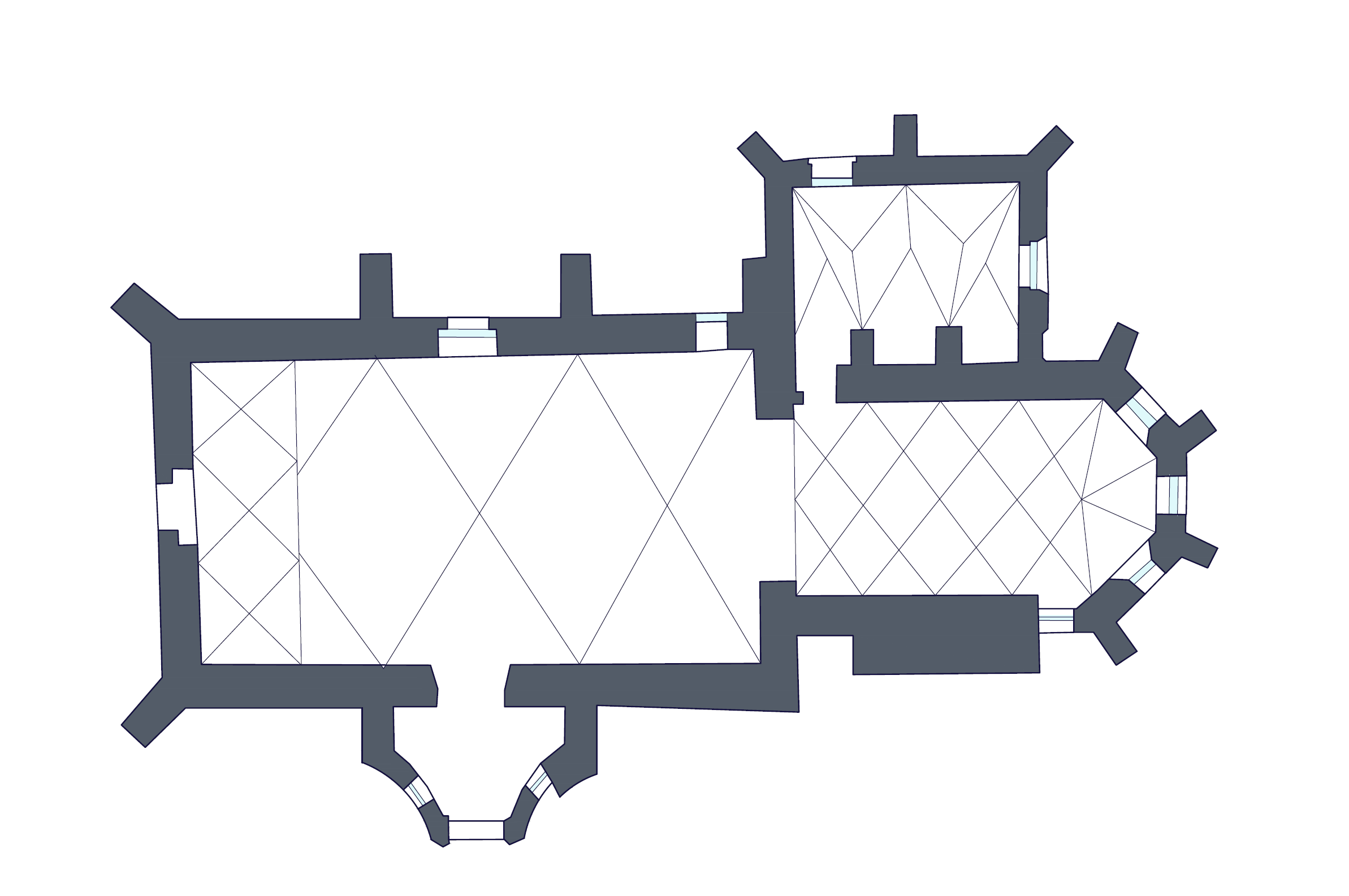
Schematický půdorys v oblasti presbytáře.
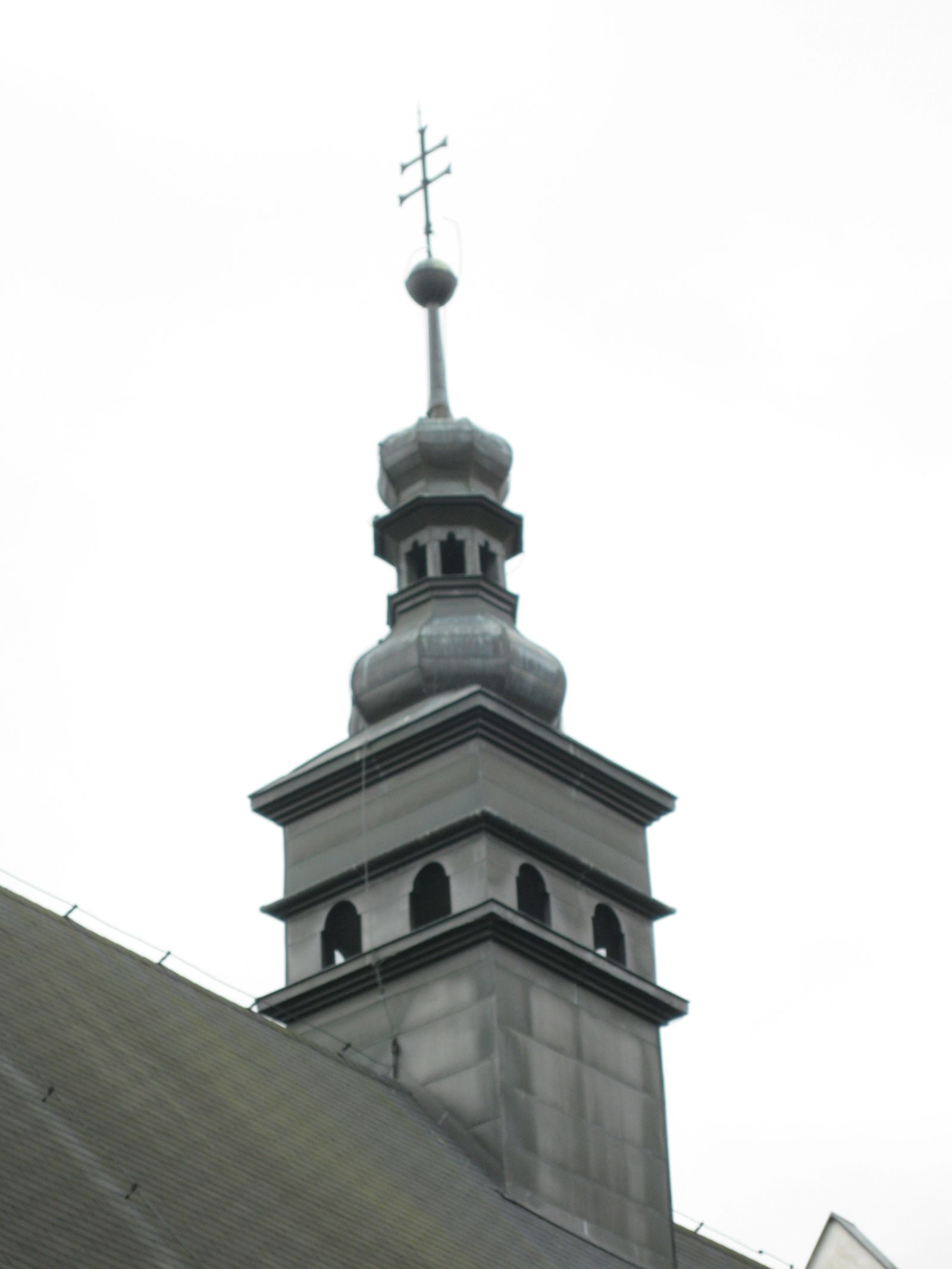
Sanktusová věžička kostela
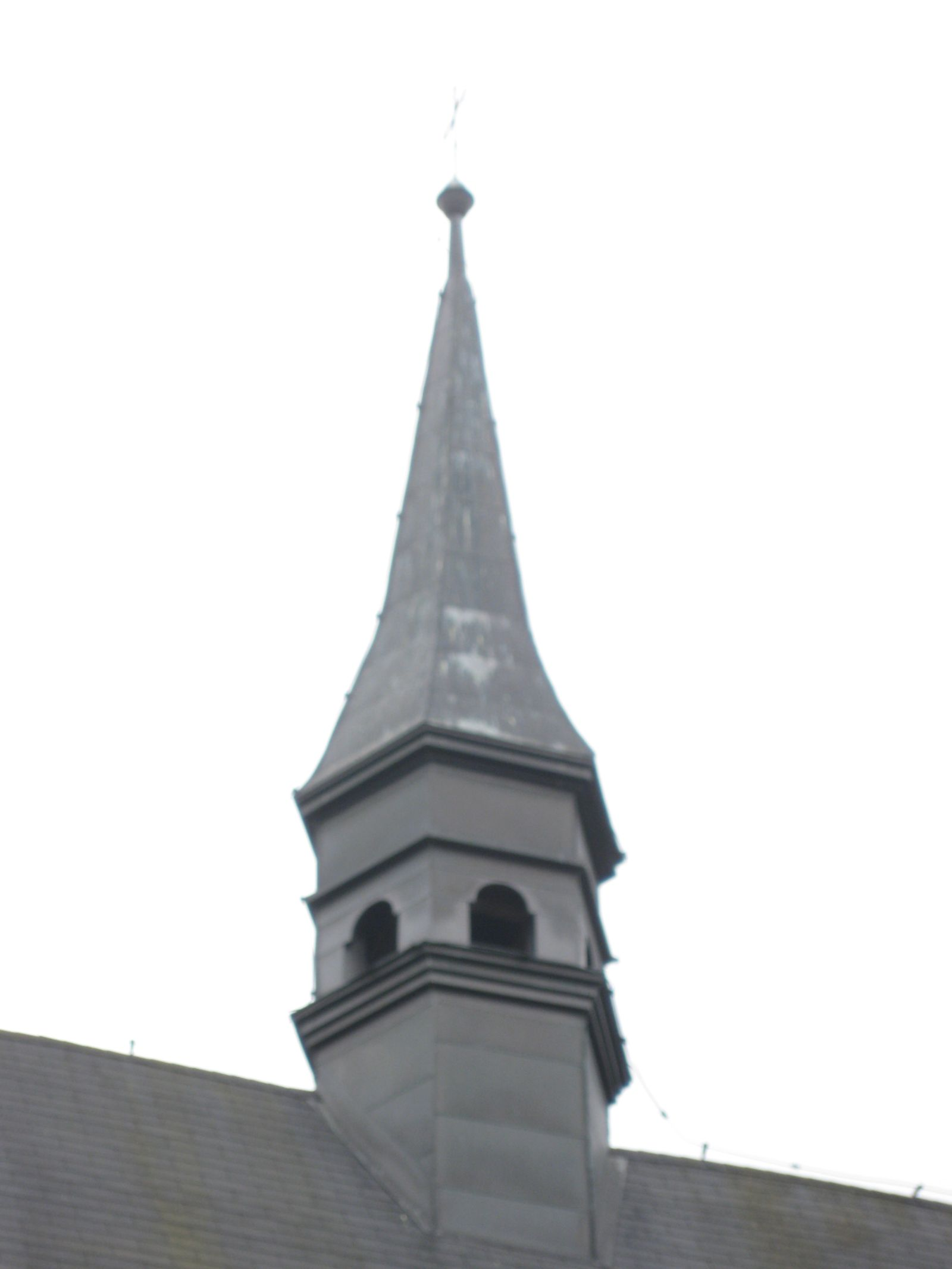
Věžička nad presbyteriem
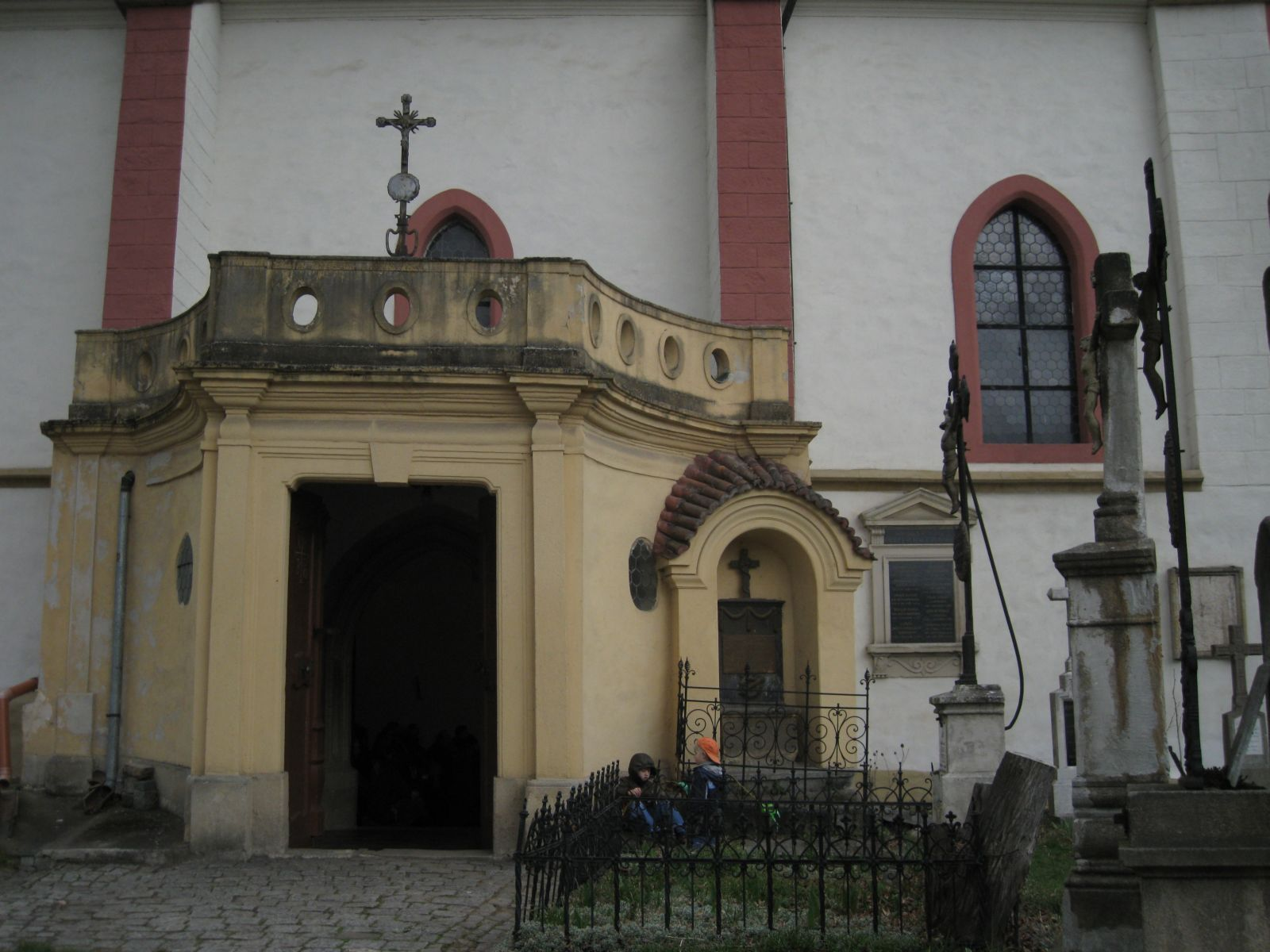
Barokní předsíň
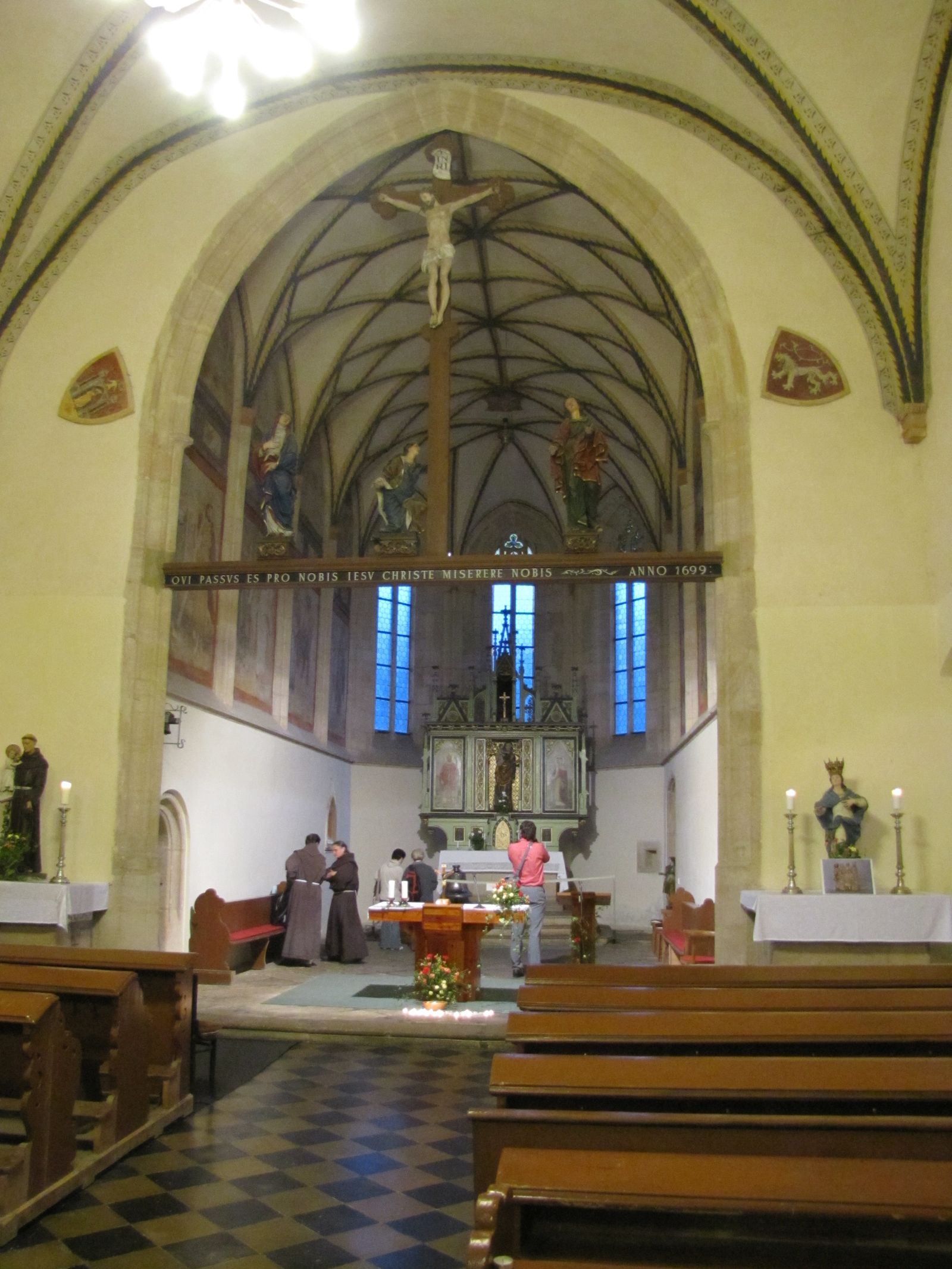
Interiér, pohled k presbyteriu
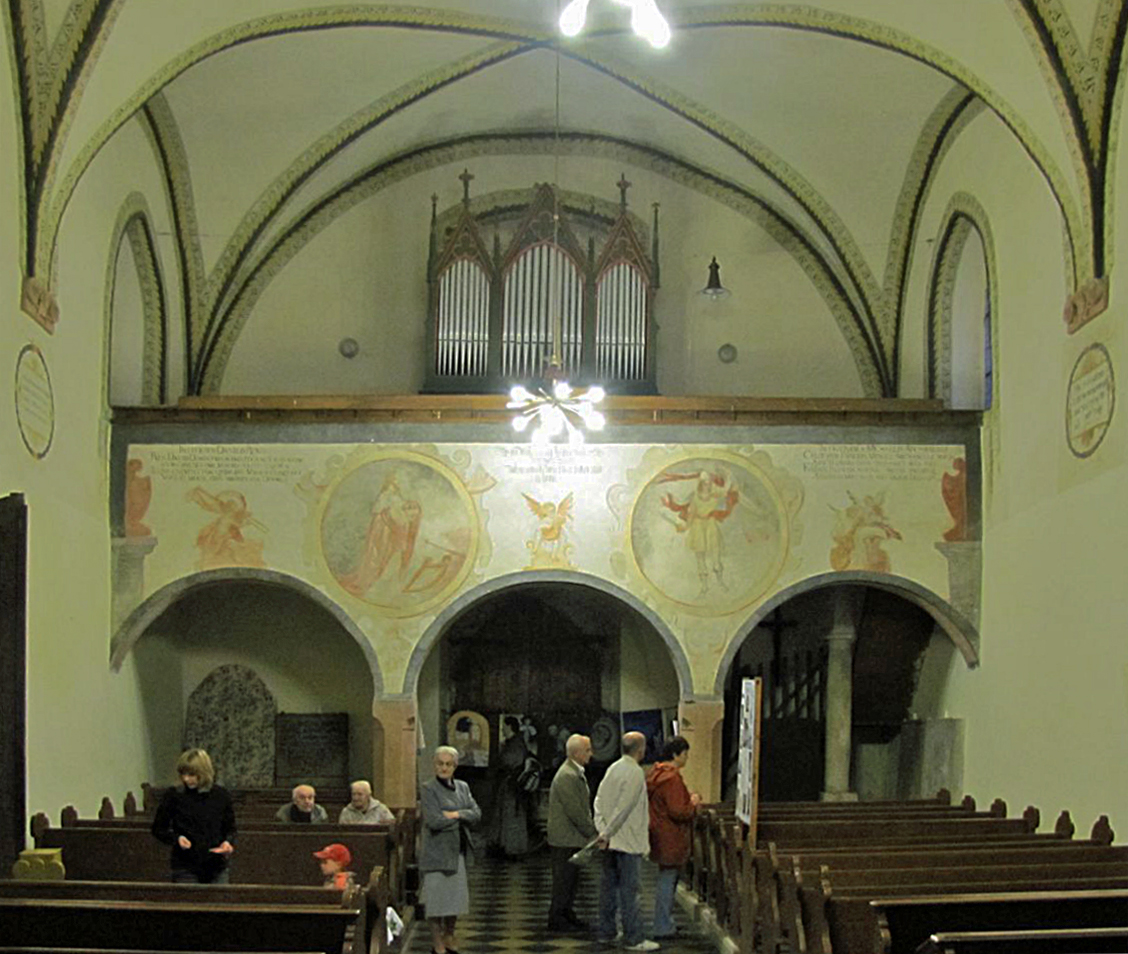
Interiér, pohled ke kruchtě
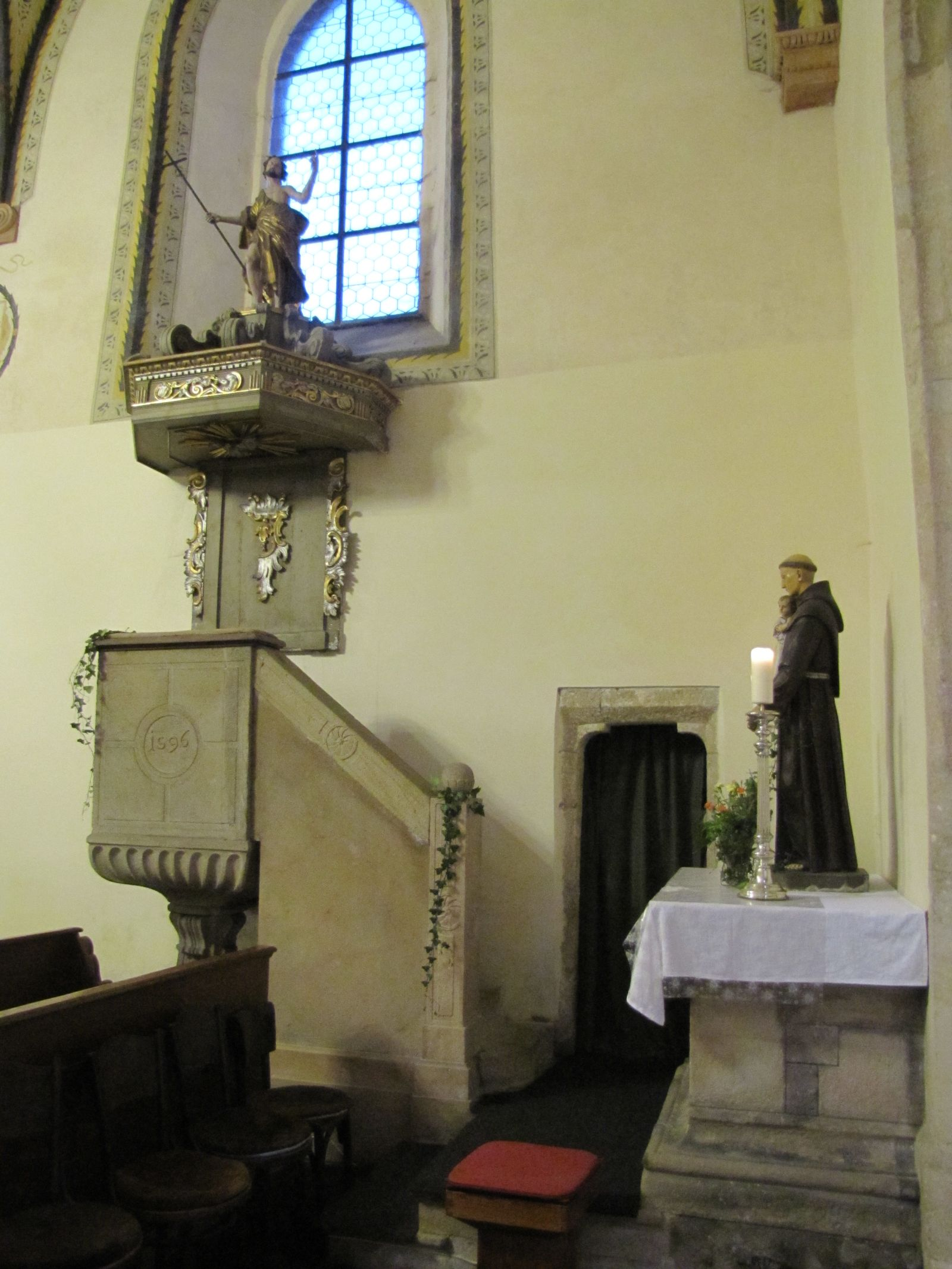
Interiér kostela, kazatelna a nad ní socha sv. Jana Křtitele. Vpravo mensa bývalého bočního oltáře.
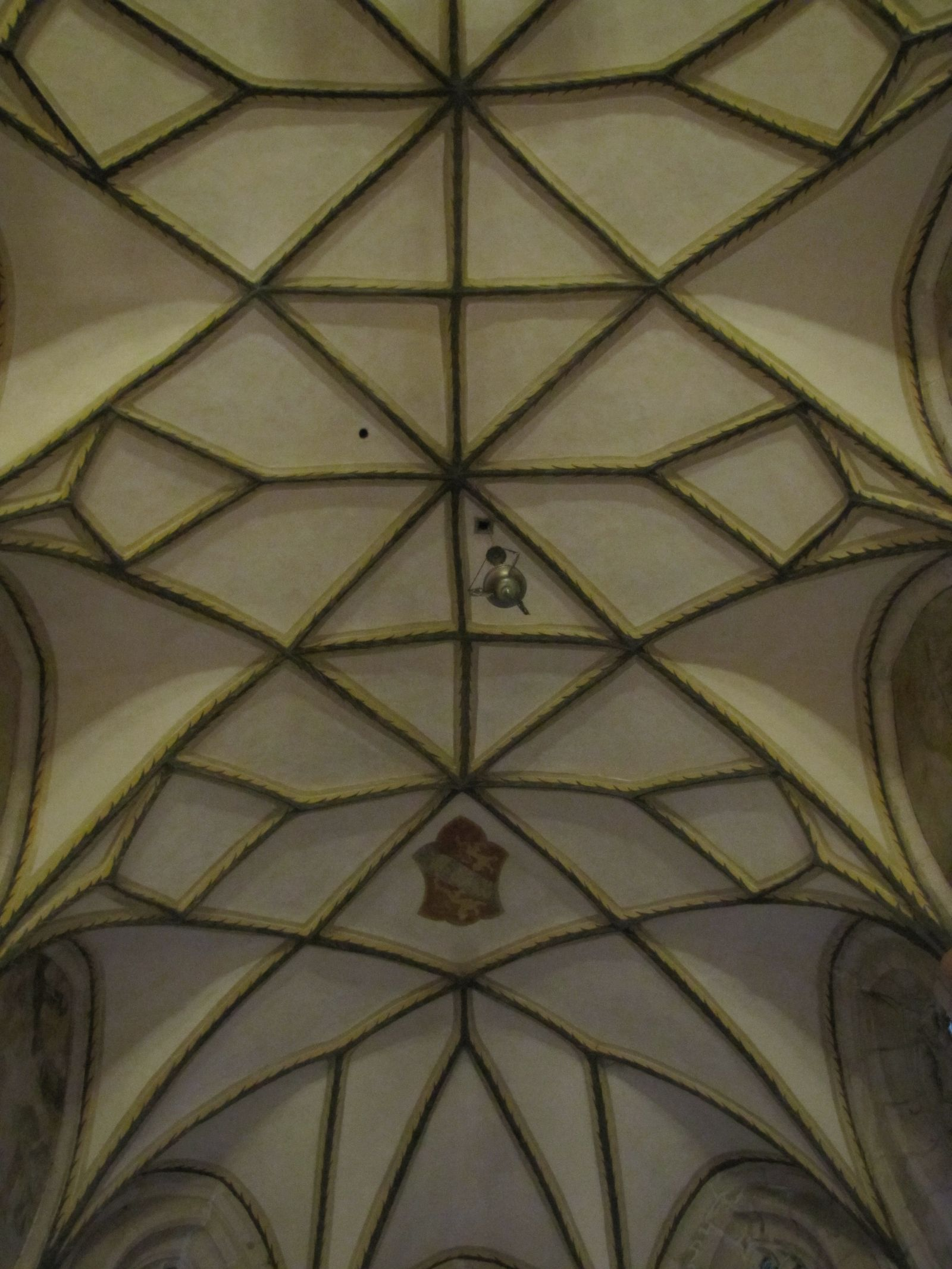
Detail klenby presbyteria
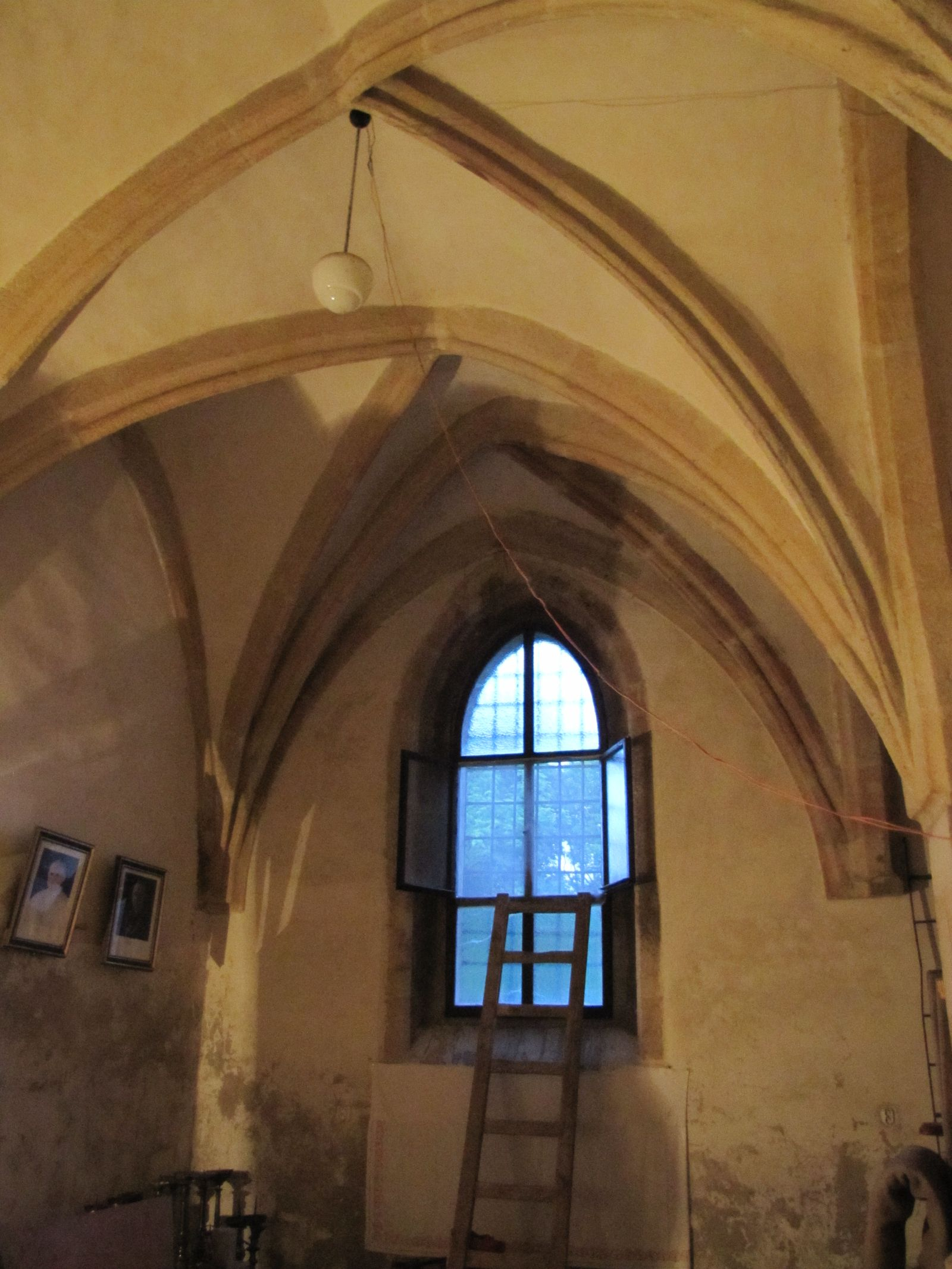
Sakristie, dříve soukromá kaple s vzácnou obkročnou klenbou
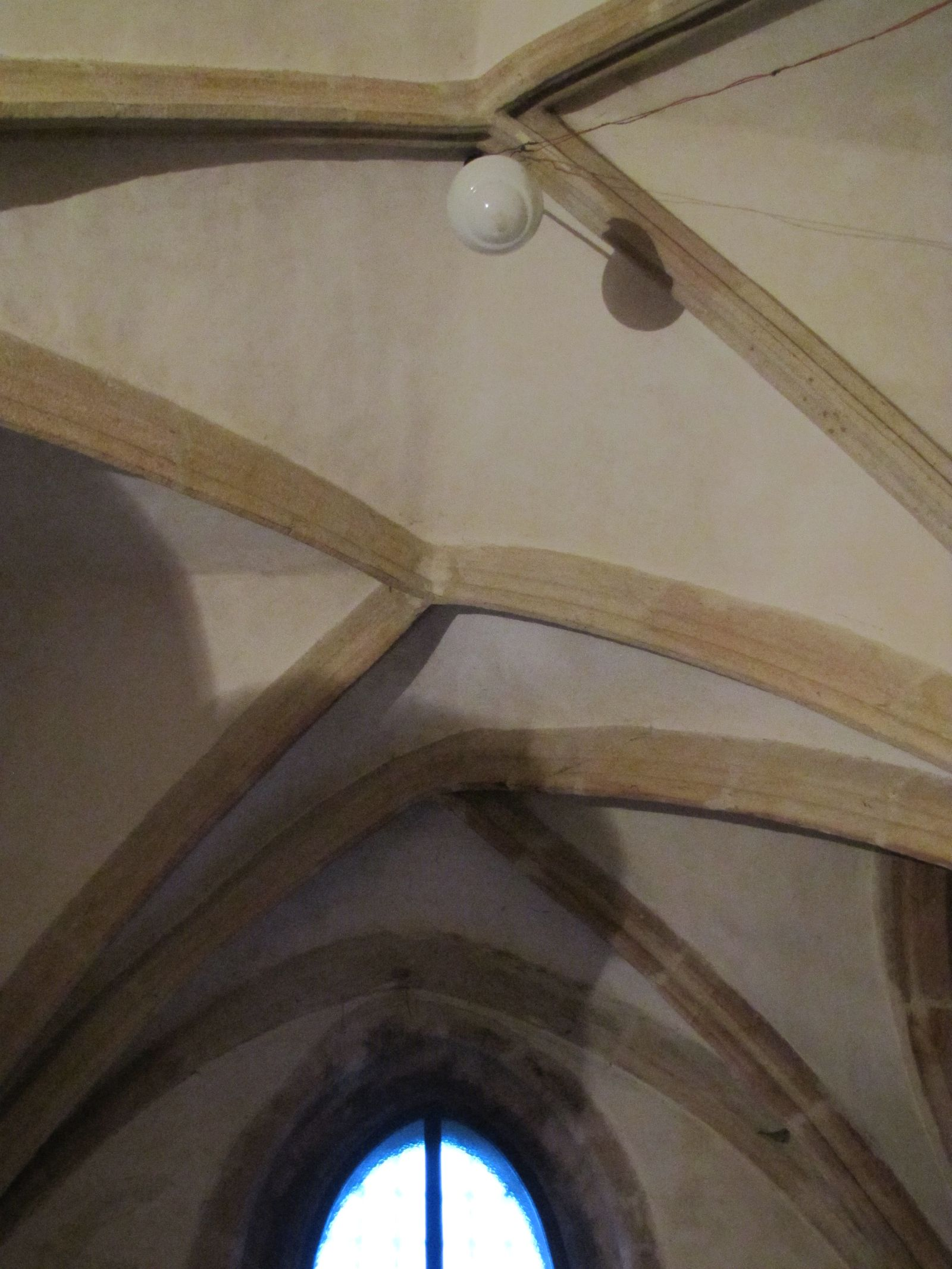
Detail obkročné klenby
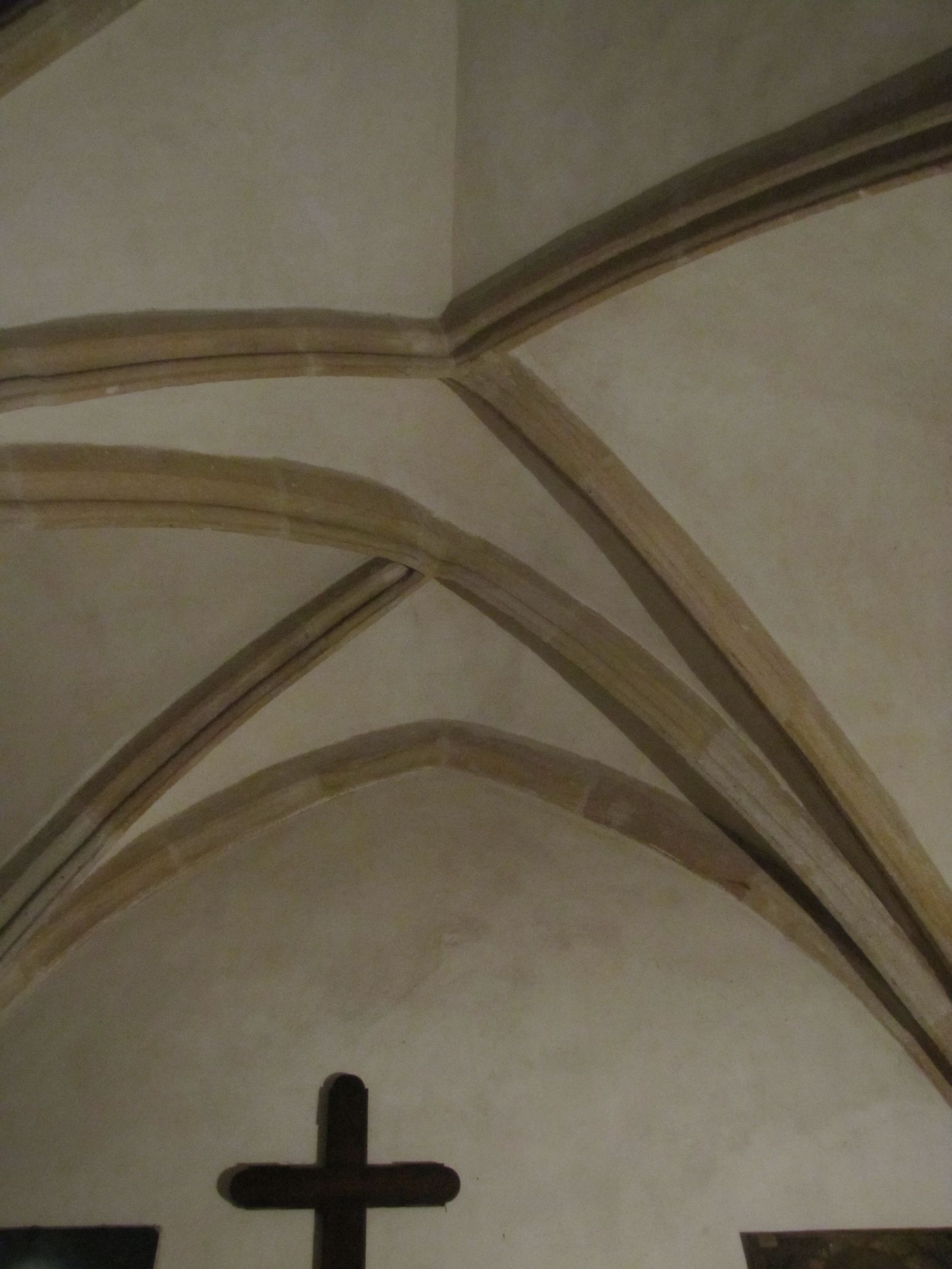
Detail obkročné klenby
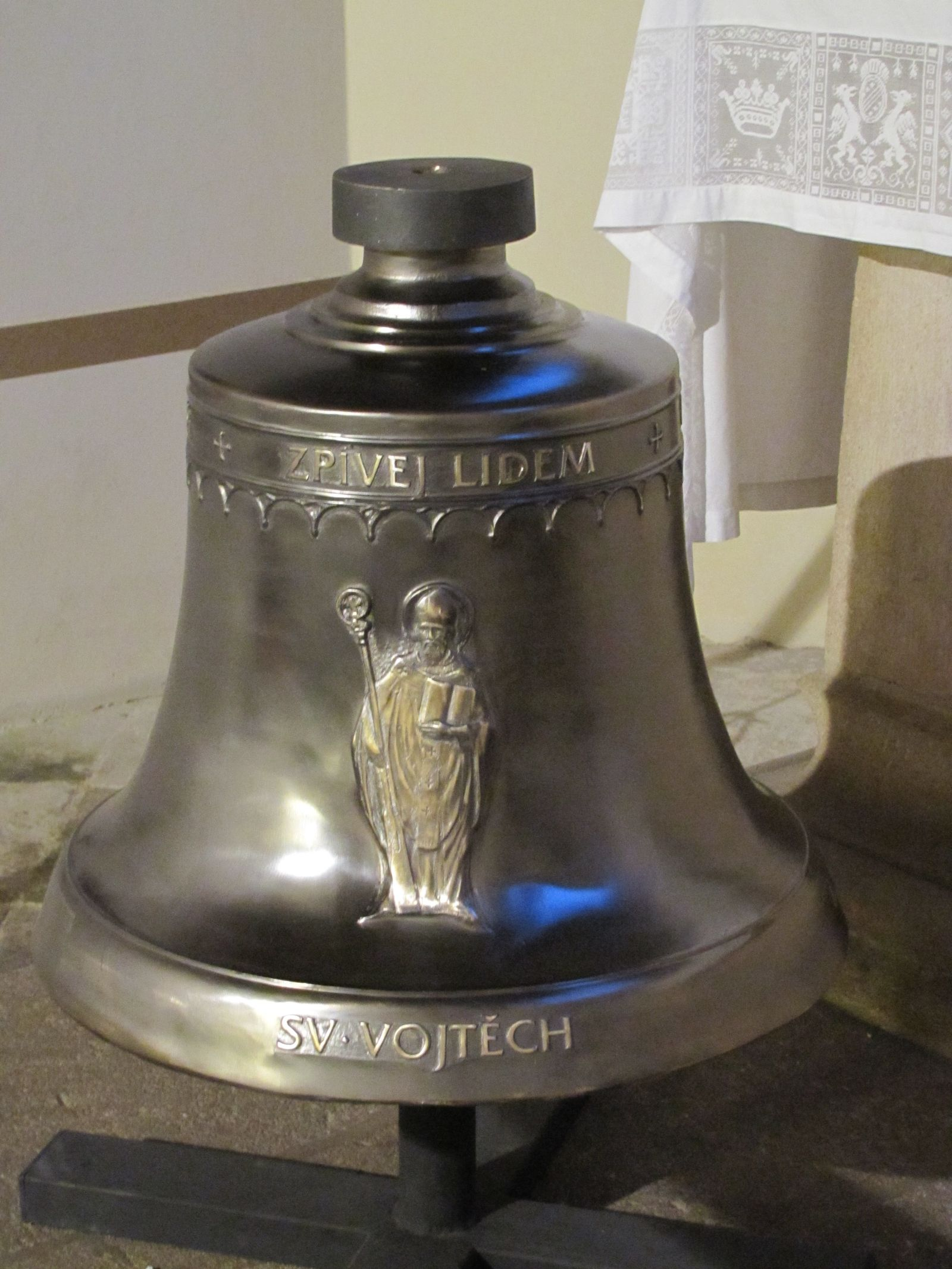
Zvon svatý Vojtěch